# Contee dell'Ungheria

Contee dell'Ungheria

Le contee dell'Ungheria (in ungherese: megyék, sing. megye), dal 2023 comitati (vármegyék, sing. vármegye), costituiscono la suddivisione territoriale di primo livello del Paese e ammontano a 19; ad esse sono equiordinate la capitale, Budapest, e 23 città di rilevanza comitale (megyei jogú város, lett. città con status di contea), dotate di funzioni analoghe alle province medesime. Dal 1950 al 2022 si sono chiamate contee, ma dal 2023 è stata nuovamente adottata la denominazione usata nel Regno d'Ungheria.
La città di Budapest costituisce una contea autonoma e, al contempo, funge da capoluogo anche alla contea di Pest, della quale non fa parte.
Ciascuna contea si ripartisce a sua volta in distretti (istituiti nel 2013, quando hanno preso il posto delle subregioni) e questi in comuni. Dal punto di vista puramente statistico, invece, le contee sono raggruppate in regioni e suddivise in subregioni, prive tuttavia di funzioni amministrative.

## Lista
| Localizzazione | Contea                 | Capoluogo      | Popolazione | Superficie (km²) |
| -------------- | ---------------------- | -------------- | ----------- | ---------------- |
|                | Budapest               | -              | 1 757 618   | 525,13           |
|                | Bács-Kiskun            | Kecskemét      | 528 418     | 8 445,15         |
|                | Baranya                | Pécs           | 393 758     | 4 429,6          |
|                | Békés                  | Békéscsaba     | 366 556     | 5 631,05         |
|                | Borsod-Abaúj-Zemplén   | Miskolc        | 692 771     | 7 247,17         |
|                | Csongrád-Csanád        | Seghedino      | 423 240     | 4 262,68         |
|                | Fejér                  | Székesfehérvár | 427 416     | 4 358,76         |
|                | Győr-Moson-Sopron      | Győr           | 448 435     | 4 088,7          |
|                | Hajdú-Bihar            | Debrecen       | 541 298     | 6 210,56         |
|                | Heves                  | Eger           | 311 454     | 3 637,25         |
|                | Jász-Nagykun-Szolnok   | Szolnok        | 390 775     | 5 581,71         |
|                | Komárom-Esztergom      | Tatabánya      | 312 431     | 2 265,08         |
|                | Nógrád                 | Salgótarján    | 204 917     | 2 544,18         |
|                | Pest                   | Budapest       | 1 229 880   | 6 393,14         |
|                | Somogy                 | Kaposvár       | 320 578     | 6 035,86         |
|                | Szabolcs-Szatmár-Bereg | Nyíregyháza    | 560 429     | 5 936,45         |
|                | Tolna                  | Szekszárd      | 233 650     | 3 703,31         |
|                | Vas                    | Szombathely    | 259 364     | 3 336,2          |
|                | Veszprém               | Veszprém       | 358 807     | 4 493            |
|                | Zala                   | Zalaegerszeg   | 288 591     | 3 784,11         |